# ハーリド・アスアド
ハーリド・アスアド（アラビア語: خالد الأسعد ハーリド・アル＝アスアド、Khaled al-Asaad,1934年 - 2015年8月18日）は、シリアの考古学者、古代アラム語の研究者。特にパルミラの遺跡の調査で知られ、エジプトのツタンカーメンの墓を発掘したハワード・カーターと並ぶ代表的な考古学者の一人。ビザンチン時代の共同墓地などを発掘などを行った。
1998年には長年の偉業を認められポーランドからメリット勲章を授与された。

## 経歴
シリアのパルミラで生まれた。ダマスカス大学で歴史学を学んだ。パルミラに関する多くの著書や論文を国際学術誌に発表したが、考古学の知識については独学であったという。
1963年から2003年に引退するまで40年に渡りパルミラ博物館の総責任者として活動した。引退後も専門委員に留まり、研究活動を続けていた。
2001年にはイスラーム教徒のペルシア征服以前のサーサーン朝ペルシア帝国のホスロー1世及びホスロー2世時代の700枚の7世紀の銀貨を発見したと発表した。
アメリカ、ポーランド、ドイツ、フランス、スイスの国際研究チームと共同研究を行っており、2003年には「人と翼のある動物の戦いを描いた」70平方メートルのモザイクを発掘するなどの偉業を成し遂げた。
シリア内戦（パルミラ攻防戦）下の2015年、ISILにパルミラが支配下に置かれる前に、数多くの工芸品や古代の立像をパルミラ博物館から移送する活動の総指揮を務めた。
その多くの功績から世界中から「ミスター・パルミラ」の異名で呼ばれた。

## ISILによる殺害とその反応
2015年に入り、ISILに1カ月以上の拘束を受け、隠されたパルミラの遺品の場所を教えるように強要されたがそれを拒否し、公開処刑により斬首された。遺体はパルミラ遺跡の広場に位置するローマ時代の柱の一つに吊るされた。ニューヨーク・タイムズによると遺体には「パルミラ偶像崇拝の指導者、バッシャール・アル＝アサドの協力者、異教徒と交流した棄教者」などと書かれたプラカードがぶら下げられていた。
彼は1954年にバアス党のパーティに参加したことがあったが、バッシャール・アル＝アサドの協力者であったという明らかな証拠は全くなかった。ただし、英エコノミストによると彼は忠実な支持者であったという。
歴史学者で著作家のトム・ホランドは「単なる殉職者ではなく英雄だ」と語った。
シリア遺跡管理当局のマムーン・アブドルカリム局長は、アサド氏を殺害したISILの殺人者を「パルミラにおける呪いと悪い前兆だ」と発言した。
イタリアのダリオ・フランチェスキーニ文化大臣は「アサド氏に敬意を表し、イタリアの全ての美術館と文化的な団体の外に哀悼の印として旗を置くこと」を発表した。
ユネスコとイリナ・ボコヴァ事務局長はISILの殺人を非難し「アサド氏はパルミラの貴重な歴史を我々が知ることができるようし、考古学者としての人生を捧げた」と語った。
アメリカ国務省のスポークスマンのジョン・カービー氏は「可能な限り強い用語で、シリアの文化財を保存するのに人生を捧げた男性のこの殺人を非難する」と発言した。